# ASTM (przedsiębiorstwo)
ASTM (Autostrada Torino–Milano S.p.A.) (pl. Autostrada Turyn – Mediolan) – należący do Grupy Argo Finanziaria spółka, która kontroluje pięciu koncesjonariuszy włoskich autostrad. W sumie w gestii ASTM leży blisko 500 km. tras w północnych regionach kraju: Piemoncie, Lombardii i Dolinie Aosty. Siedziba ASTM znajduje się w Turynie przy Corso Regina Margherita 165.

## Spółki kontrolowane przez ASTM
- ATIVA
- SATAP
- SAV
- SITAF
- SITRASB